# Journée mondiale du livre et du droit d'auteur
La Journée mondiale du livre (également appelée Journée mondiale du livre et du droit d'auteur ou Journée internationale du livre) est un événement annuel célébré le 23 avril et organisé par l'UNESCO, branche culturelle des Nations unies, pour promouvoir la lecture, la publication et les droits d'auteur.

## Histoire
À l’origine, la Fête du livre fixée le 23 avril de chaque année est lancée à Barcelone en 1930. Elle commémore Miguel de Cervantes enterré le 23 avril 1616 (il est mort le 22 avril 1616). Ce même jour, est aussi la date de décès de William Shakespeare et Inca Garcilaso de la Vega.
Coïncidence historique, Shakespeare et Cervantes sont morts à la même date —23 April 1616—, mais pas le même jour, étant donné qu'à cette époque l'Espagne utilisait le calendrier Grégorien alors que l'Angleterre utilisait encore le calendrier Julien; Shakespeare est en fait mort 10 jours après la mort de Cervantes, soit le 3 mai dans le calendrier Grégorien.
En 1995, l'UNESCO choisit la date du 23 avril pour la Journée mondiale du livre et du droit d'auteur.
En 2001, Madrid est désignée « capitale mondiale du livre », suscitant l'opportunité de réunir l'Union internationale des éditeurs, de la Fédération internationale des libraires, de la Fédération internationale des associations de bibliothécaires et d'institutions et de l'UNESCO.
En Catalogne, la journée du livre se tient en parallèle avec la Sant Jordi (Saint George, patron de la Catalogne) et la Foire des Roses.
Chaque année, l'UNESCO et les organisations internationales représentant les éditeurs, les libraires et les bibliothèques choisissent la Capitale mondiale du livre pour une année.
En 2021, la journée du livre est célébrée dans de nombreux pays.
Pour la décennie 2022-2032, l'Unesco met en avant les langues autochtones et locales.

## Capitales mondiales du livre
| Année | Ville          | Pays                |
| ----- | -------------- | ------------------- |
| 2001  | Madrid         | Espagne             |
| 2002  | Alexandrie     | Égypte              |
| 2003  | New Delhi      | Inde                |
| 2004  | Anvers         | Belgique            |
| 2005  | Montreal       | Canada              |
| 2006  | Turin          | Italie              |
| 2007  | Bogotá         | Colombie            |
| 2008  | Amsterdam      | Pays-Bas            |
| 2009  | Beyrouth       | Liban               |
| 2010  | Ljubljana      | Slovénie            |
| 2011  | Buenos Aires   | Argentine           |
| 2012  | Erevan         | Arménie             |
| 2013  | Bangkok        | Thaïlande           |
| 2014  | Port Harcourt  | Nigeria             |
| 2015  | Incheon        | Corée du Sud        |
| 2016  | Wroclaw        | Pologne             |
| 2017  | Conakry        | Guinée              |
| 2018  | Athènes        | Grèce               |
| 2019  | Charjah        | Émirats arabes unis |
| 2020  | Kuala Lumpur   | Malaisie            |
| 2021  | Tiflis         | Géorgie             |
| 2022  | Guadalajara    | Mexique             |
| 2023  | Acra           | Ghana               |
| 2024  | Strasbourg     | France              |
| 2025  | Rio de Janeiro | Brésil              |